# سیارک ۱۳۲۶۹
سیارک ۱۳۲۶۹ (به انگلیسی: 13269 Dahlstrom، نامگذاری:1998QV34) سیزده هزار و دویست و شصت و نهمین سیارک کشف شده‌است که در ۱۷ اوت ۱۹۹۸ کشف شد.
قدر مطلق سیارک برابر ۱۷.۰ است.